# Les Anges de la nuit
Pour les articles homonymes, voir Les Anges de la nuit (film) et Bird of Prey (homonymie).
Les Anges de la nuit (Birds of Prey) est une série télévisée américaine en treize épisodes de 39 minutes, développée par Laeta Kalogridis et diffusée entre le 9 octobre 2002 et le 19 février 2003 sur le réseau The WB.
La série est librement basée sur la série de comics Birds of Prey de l'éditeur DC Comics. On peut néanmoins y retrouver d'autres personnages de l'éditeur, dont Harley Quinn, qui fait ici sa première apparition dans une production en prise de vue réelle.
En France, la série a été diffusée à partir du 28 janvier 2004 sur TF6 puis rediffusée en clair sur M6. Elle reste inédite dans les autres pays francophones.

## Synopsis
Dans la ville de New Gotham City, le crime règne depuis le départ de Batman. Barbara Gordon, ancienne Batgirl et paralysée après s'être fait tirer dessus par le Joker, sévit maintenant sous le pseudonyme d'Oracle. Spécialisée dans l'informatique et les systèmes d'information, elle s'est entourée d'Helena Kyle, fille de Bruce Wayne et Selina Kyle, pour s'occuper de nettoyer la ville des criminels.
Dans leurs luttes, elles sont accompagnées par Dinah Redmond, une jeune fille qui ignore tout de ses véritables origines et aux pouvoirs étranges, d'Alfred Pennyworth, le majordome de la famille Wayne dont Helena est l'héritière et de Jesse Reese, un policier,.
Le groupe va également devoir affronter le Dr Harleen Quinzel, l'ancienne petite amie du Joker, sans savoir qu'elle est liée à ce dont ils font face.

## Distribution

### Acteurs principaux
- Ashley Scott (VF : Virginie Ogouz) : Helena Kyle / Huntress
- Dina Meyer (VF : Caroline Beaune) : Barbara Gordon / Batgirl / Oracle
- Rachel Skarsten (VF : Karine Foviau) : Dinah Redmond-Lance
- Shemar Moore (VF : Tanguy Goasdoué) : Détective Jesse Reese-Hawke
- Ian Abercrombie (VF : Jean-Daniel Nordmann) : Alfred Pennyworth
- Mia Sara (VF : Danièle Douet) : Dr Harleen Quinzel / Harley Quinn

### Acteurs récurrents
- Shawn Christian (VF : Antoine Nouel) : Wade Brixton
- Robert Patrick Benedict (VF : Laurent Morteau) : Gibson Kafka
- Brent Sexton (VF : Emmanuel Curtil) : Détective McNally

### Invités
- Lori Loughlin : Caroline Lance / Black Canary
- Roger Stoneburner : Le Joker
- Mark Hamill : Le Joker (voix)
- Bruce Thomas : Bruce Wayne / Batman
- Casey Elizabeth Easlick : Selina Kyle / Catwoman

 Source et légende : version française (VF) sur RS Doublage

## Épisodes
| no | Titre                               | Réalisation            | Scénario                           | Première diffusion (États-Unis) | Première diffusion (France) | Code de production |
| --- | ----------------------------------- | ---------------------- | ---------------------------------- | ------------------------------- | --------------------------- | ------------------ |
| 01 | Alliance Pilot                      | Brian Robbins          | Laeta Kalogridis                   | 9 octobre 2002                  | 21 mai 2003                 | 475179             |
| New Gotham connaît le chaos. Le Joker a décidé d'assouvir sa vengeance, et a tué Catwoman ; Batman, qui en était amoureux, combat son ennemi de toujours, mais le Joker en vient à bout.                                                       |                                     |                        |                                    |                                 |                             |                    |
| 02 | Eau de vie Slick                    | Michael Katleman (en)  | Laeta Kalogridis Melissa Rosenberg | 16 octobre 2002                 | 4 février 2004              | 175451             |
| Un étrange personnage du nom de Slick, qui peut se passer à l'état liquide à volonté, est engagé par Harleen Quinzel pour éliminer les policiers qui pourraient la déranger.                                                                   |                                     |                        |                                    |                                 |                             |                    |
| 03 | Copie conforme Prey for the Hunter  | Chris Long             | Edward Kitsis Adam Horowitz        | 23 octobre 2002                 | 11 février 2004             | 175452             |
| Helena et Jesse Reese s'affrontent une fois de plus, tandis qu'ils sont tous deux sur la piste d'un tueur en série. |                                     |                        |                                    |                                 |                             |                    |
| 04 | Chronos Three Birds and a Baby      | Craig Zisk             | David H. Goodman Julie Hess        | 30 octobre 2002                 | 18 février 2004             | 175453             |
| Helena sauve la vie d'un bébé, Eliott (Guy dans la VO) et décide de le ramener au QG pour s'occuper de lui. |                                     |                        |                                    |                                 |                             |                    |
| 05 | Révélations Sins of the Mother      | Jeff Woolnough (en)    | Melissa Rosenberg                  | 6 novembre 2002                 | 25 février 2004             | 175454             |
| Carolyn Lance se rend à New Gotham afin de retrouver sa fille, qu'elle avait abandonnée plusieurs années plus tôt. |                                     |                        |                                    |                                 |                             |                    |
| 06 | Chasseresse s'amuse Primal Scream   | Jim Charleston         | Edward Kitsis Adam Horowitz        | 13 novembre 2002                | 3 mars 2004                 | 175455             |
| Helena s'infiltre dans un gang de voleurs qui a pris d'assaut New Gotham, avec la permission de Jesse Reese. |                                     |                        |                                    |                                 |                             |                    |
| 07 | Psychose Split                      | James Marshall (en)    | Kay Foster Adam Horowitz           | 20 novembre 2002                | 10 mars 2004                | 175456             |
| Helena est lassée de la complexité de ses relations avec Jesse. Sa rencontre avec un dénommé Darkstrike tombe donc à point nommé. |                                     |                        |                                    |                                 |                             |                    |
| 08 | Une vieille amitié Lady Shiva       | John T. Kretchmer (en) | Kay Foster Adam Horowitz           | 27 novembre 2002                | 17 mars 2004                | 175457             |
| Helena est aux anges quand reparaît à New Gotham sa meilleure amie du lycée, Sandra. Mais elle est également très occupée à pister une certaine Lady Shiva, l'ennemie jurée de Batgirl, et qui commet meurtre sur meurtre.                     |                                     |                        |                                    |                                 |                             |                    |
| 09 | Témoin à charge Nature of the Beast | Shawn Levy             | Melissa Rosenberg                  | 18 décembre 2002                | 24 mars 2004                | 175458             |
| Quand le célèbre patron de la mafia Al Hawke, est menacé de mort, il n'a confiance qu'en un seul homme pour se charger de sa protection : son fils, Jesse.                                                                                     |                                     |                        |                                    |                                 |                             |                    |
| 10 | Les Jeux du cirque Gladiatrix       | David Carson           | David H. Goodman                   | 8 janvier 2003                  | 31 mars 2004                | 175459             |
| Helena enquête sur les disparitions mystérieuses de plusieurs femmes surhumaines, qui se produisent de plus en plus souvent. |                                     |                        |                                    |                                 |                             |                    |
| 11 | Identité secrète Reunion            | Chris Long             | Edward Kitsis Adam Horowitz        | 8 janvier 2003                  | 7 avril 2004                | 175460             |
| La réunion des anciennes de son lycée ne réjouit pas Helena outre mesure, et elle refuse obstinément de s'y rendre. |                                     |                        |                                    |                                 |                             |                    |
| 12 | Gueule d'argile Feat of Clay        | Joe Napolitano         | Adam Armus Kay Foster              | 19 février 2003                 | 14 avril 2004               | 175461             |
| Quand des habitants de New Gotham sont retrouvés sous la forme de statues d'argile, Oracle et Helena font immédiatement le rapprochement avec Clayface, un prisonnier de l'Asile d'Arkham qui est capable de prendre l'apparence de son choix. |                                     |                        |                                    |                                 |                             |                    |
| 13 | Les Yeux du diable Devil's Eyes     | Robert J. Wilson       | Adam Armus Melissa Rosenberg       | 19 février 2003                 | 21 avril 2004               | 175462             |
| Harleen Quinzel use de son nouveau pouvoir (elle peut hypnotiser d'un simple regard) sur Helena pour connaître les secrets de son identité, ainsi que de celle d'Oracle et de Dinah.                                                           |                                     |                        |                                    |                                 |                             |                    |

## Autour de la série
- Les premiers extraits de la série utilisaient des images d'archives du film Batman : Le Défi de Tim Burton pour expliquer la relation entre Bruce Wayne et Selina Kyle, indiquant que lors de son développement, il était prévu que la série se déroule dans la continuité des films Batman de Burton[4].
- Mark Hamill, qui prête sa voix au Joker dans les productions animée de l'univers DC, prête à nouveau sa voix au personnage lors de son apparition dans une scène inspirée de The Killing Joke, un comics écrit par Alan Moore. Dans cette scène, le Joker tire sur Barbara Gordon[5].
- Dans le pilote original, Harley Quinn était interprétée par Sherilyn Fenn. Le rôle a été recasté à Mia Sara lorsque la production a prévu plus de temps d'écran pour ce personnage. Ce pilote original fut par la suite proposé sur l'édition vidéo de la série.
- Lors de la sortie en vidéo de la série, plusieurs chansons furent remplacées en raison de problèmes de droits d'auteurs. Le plus grand changement fut le générique : lors de la diffusion télévisée, le générique était la chanson Revolution d'Aimee Allen. En vidéo, il devient simplement un thème musical, My Remedy[6].

## Connexion avec l'Arrowverse
En 2019, Ashley Scott reprend le rôle d'Helena Kyle / Huntress lors du crossover de l'Arrowverse, intitulée Crisis On Infinite Earths. L'actrice Dina Meyer fait quant à elle un court caméo vocal en tant que Barbara Gordon. Lors de leurs apparition, il est dévoilé que la série se déroule sur la terre numéro 203.